# Aggro Dr1ft
Pour plus de détails, voir Fiche technique et Distribution.
Aggro Dr1ft est un film américain réalisé par Harmony Korine et sorti en 2023.
Il est présenté en avant-première à la Mostra de Venise 2023 puis au festival international du film de Toronto 2023.

## Fiche technique
Sauf indication contraire, les informations mentionnées dans cette section peuvent être confirmées par la base de données cinématographiques IMDb,  présente dans la section « Liens externes ».
- Titre français : Aggro Dr1ft
- Réalisation : Harmony Korine
- Musique : AraabMuzik (en)
- Costumes : Lina Palacios
- Photographie : Arnaud Potier
- Montage : Leo Scott
- Pays de production :  États-Unis
- Format : Couleurs
- Genre : action, expérimental
- Durée : 80 minutes
- Date de sortie : Dates sujettes à modification
  - Italie : 2 septembre 2023 (Mostra de Venise)

## Distribution
- Jordi Mollà : BO
- Travis Scott : Zion

## Production

### Attribution des rôles
Jordi Mollà et Travis Scott font partie du casting du film.

### Tournage
Le film est entièrement tourné en infrarouge.

## Distinction

### Sélection
- Mostra de Venise 2023 : hors compétition[2].
- Festival international du film de Toronto 2023 : sélection en section Midnight Madness